# El Hadji Diouf (1988)
El Hadji Diouf (* 20. srpna 1988, Dakar) je senegalský fotbalista. Hraje na pozici záložníka. V současnosti působí v českém klubu FK Čáslav, kde nosí dres s číslem 24.

## Klubová kariéra
Dříve působil např. v řeckém klubu AEK Atény, v Portugalsku, v Maďarsku. Do Čáslavi přišel v roce 2013 z rumunského klubu FC Botoșani.